# 蒲黄楡駅
蒲黄楡駅（ほこうゆえき）は北京市豊台区に位置する北京地下鉄5号線、14号線の駅。

## 駅構造
5号線、14号線ともに島式ホーム1面2線を有する地下駅。

### のりば
| 番線                    | 路線     | 行先                 |
| ----------------------- | -------- | -------------------- |
| 5号線ホーム（地下2階）  |          |                      |
| 北方面                  | ■ 5号線  | 天通苑北方面         |
| 南方面                  | ■ 5号線  | 宋家荘方面           |
| 14号線ホーム（地下3階） |          |                      |
| 西方面                  | ■ 14号線 | 北京南駅・張郭荘方面 |
| 東・北方面              | ■ 14号線 | 善各荘方面           |

## 駅周辺
- 蒲安里
- 時代芳群
- 芳群園
- 通潤商務会館
- GOGO新世代
- 芳古園

## 歴史
- 2007年10月7日 - 5号線開業。
- 2015年10月17日 - 14号線との乗り換えできるため改造工事を開始。5号線は11月20日まで運営を一時停止[1]。
- 2015年12月26日 - 14号線開業。

## 隣の駅
北京地下鉄
■ 5号線
天壇東門駅 - 蒲黄楡駅 - 劉家窯駅
■ 14号線
景泰駅 - 蒲黄楡駅 - 方荘駅